# Elmer Gantry
Elmer Gantry (bra: Entre Deus e o Pecado; prt: O Falso Profeta) é um filme americano de 1960 dirigido por James Brooks.

## Prêmios e indicações

### Óscar
- Venceu
  - Melhor Ator (Burt Lancaster)[4][2]
  - Melhor Atriz coadjuvante (Shirley Jones)[4][2]
  - Melhor Roteiro[4][2]

- Indicado
  - Melhor Filme[4]
  - Melhor Trilha Sonora - Comédia ou Drama[4]

### Globo de Ouro
- Venceu
  - Melhor Ator - Drama (Burt Lancaster)[5]

- Indicado
  - Melhor Filme - Drama[5]
  - Melhor Atriz - Drama (Jean Simmons)[5]
  - Melhor Atriz Coadjuvante (Shirley Jones)[5]
  - Melhor Diretor[5]